# Tuval Shafir
Tuval Shafir (Israele, 21 gennaio 1993) è un attore israeliano, noto soprattutto per aver interpretato Johnathan nelle serie televisive Diggers e Galis Summer Camp.

## Biografia
Nato a New York, ha iniziato a frequentare corsi di recitazione all'età di 9 anni. Nel 2010, ha fatto un provino per uno spot pubblicitario.

## Filmografia

### Cinema
- The Matchmaker (2010)
- Galis: Quest for Astra (2014)
- Galis: Connect (2016)

### Televisione
- The Eight – serie TV (2005-2007)
- Diggers – serie TV (2011)
- Galis Summer Camp – serie TV (2012-2016)
- Scarred – serie TV (2013-2016)

### Cortometraggi
- Love Letters to Cinema (2014)

## Doppiatori italiani
- Andrea Diannetti in Galis Summer Camp
- Matteo Liofredi in Diggers